# Vault (band)
Vault was een Nederlandse heavymetalband uit Emmen, Drenthe. Vault is opgericht in 1979 en bestond uit: Koos de Roo (basgitaar), Anno de Roo (gitaar), Norbert Sulman (drums) en Henrie Draaijer (zang) in 1984 werd Jannes Bloemert aan de band toegevoegd. Naast metal, werd er soms ook blues gespeeld. Jannes Bloemert is in 2015 overleden.

## Discografie
- Hell Of A Block (7" single, 1982)
- No More Escape (lp, 1983)
- Sword Of Steel lp, 1986)
- Burning Eyes The Anthology (cd,2015)

## Bron
- Vault op Encyclopaedia Metallum